# 奇盧比縣

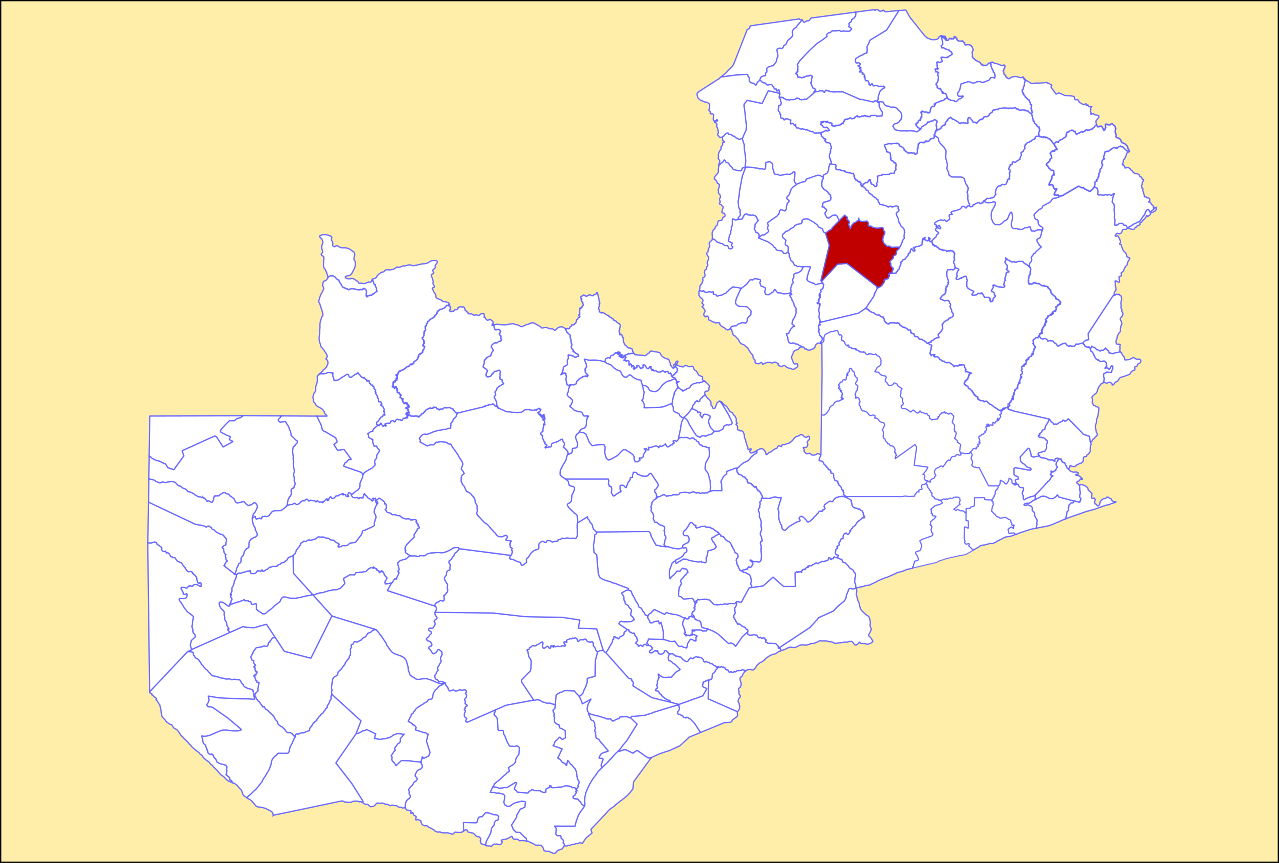

11°01′18″S 30°13′53″E / 11.0217°S 30.2314°E
奇盧比縣（英語：Chilubi District），是贊比亞的縣份，位於該國北部，由北方省負責管轄，首府設於奇盧比，面積4,648平方公里，2010年人口81,248，人口密度每平方公里17.5人。